# Дитерпен
Дитерпени, тип терпена, су органска једињења која се састоје од четири изопренске јединице и имају молекулску формулу C20H32. Они су изведени из геранилгеранил пирофосфата. Дитерпени формирају базу за биолошки важна  једињења као што су ретинол, ретинал, и фитол. Познато је да они могу да буду антимикробни и антиинфламаторни.

## Примери дитерпена
- Абиетинска киселина
- Афидиколин
- Кафестол
- Цембрен А
- Феругинол
- Форсколин
- Гванакастепен А
- Кахвеол
- Лабдан
- Лагохилин
- Скларен
- Стемарен
- Стевиол
- Таксадиен (прекурѕор таксола)
- Тиамулин